# Anbjon
Anbjon (hangul: 안변군, Anbjon-kun, handzsa: 安邊郡, RR: Anbyŏn-kun) megye Észak-Koreában, Kangvon (Kangwŏn) tartományban. Silla idején alapították, Pirjoldzsu (비렬주; 比列州, Piryŏlju) néven. Mai nevét 1018-ban nyerte el. 1895-ben emelték megyei rangra.

## Földrajza
Keletről Thongcshon (T'ongch'ŏn), délről Höjang (Hoeyang), nyugatról Koszan (Kosan) és Poptong (Pŏptong), északnyugatról Vonszan (Wŏnsan), északról a Japán-tenger (Keleti-tenger) határolja.
Legmagasabb pontja az 1340 méter magas Csodubong (저두봉; 猪頭峯, Chŏdubong).

## Közigazgatása
1 községből (up (ŭp)), 28 faluból (ri (ri)) és 2 munkásnegyedből (rodongdzsagu (rodongjagu)) áll:
| - Anbjon-up (안변읍; 安邊邑, Anbyŏn-ŭp) - Rjongde-rodongdzsagu (룡대로동자구; 龍垈勞動者區, Ryongdae-rodongjagu) - Apkang-rodongdzsagu (앞강로동자구; 앞江勞動者區, Apkang-rodongjagu) - Kvaphjong-ri (과평리; 果坪里, Kwap'yŏng-ri) - Namgje-ri (남계리; 南溪里, Namgye-ri) - Neszan-ri (내산리; 內山里, Naesan-ri) - Tongpho-ri (동포리; 東浦里, Tongp'o-ri) - Rjongsin-ri (령신리; 靈新里, Ryŏngsin-ri) - Rjongszong-ri (룡성리; 龍城里, Ryongsŏng-ri) - Rjukhva-ri (륙화리; 六和里, Ryukhwa-ri) - Mophung-ri (모풍리; 茅豊里, Mop'ung-ri) - Munszu-ri (문수리; 文須里, Munsu-ri) - Mihjon-ri (미현리; 美峴里, Mihyŏn-ri) - Pejang-ri (배양리; 培養里, Paeyang-ri) - Pehva-ri (배화리; 培花里, Paehwa-ri) - Pongszan-ri (봉산리; 烽山里, Pongsan-ri) | - Piszan-ri (비산리; 比山里, Pisan-ri) - Szaphjong-ri (사평리; 沙坪里, Sap'yŏng-ri) - Szamszong-ri (삼성리; 三星里, Samsŏng-ri) - Szangum-ri (상음리; 桑陰里, Sangŭm-ri) - Szongszan-ri (송산리; 松山里, Songsan-ri) - Szuraktong-ri (수락동리; 秀樂東里, Suraktong-ri) - Sinhva-ri (신화리; 新和里, Sinhwa-ri) - Ogje-ri (오계리; 梧溪里, Ogye-ri) - Ok-ri (옥리; 玉里, Ok-ri) - Vollang-ri (월랑리; 月浪里, Wŏllang-ri) - Csungphjong-ri (중평리; 中坪里, Chungp'yŏng-ri) - Cshonszam-ri (천삼리; 泉三里, Ch'ŏnsam-ri) - Phunghva-ri (풍화리; 豊花里, P'unghwa-ri) - Hakcshon-ri (학천리; 鶴川里, Hakch'ŏn-ri) - Hvaszan-ri (화산리; 花山里, Hwasan-ri) |

## Gazdaság
Anbjon (Anbyŏn) megye gazdasága mezőgazdaságra, azon belül gabona- és gyümölcstermesztésre épül.

## Oktatás
Anbjon (Anbyŏn) megye egy mezőgazdasági főiskolának, kb. 50 általános és középiskolának ad otthont.

## Egészségügy
A megye számos egészségügyi intézménnyel rendelkezik, köztük 1 megyei és kb. 40 helyi kórházzal.

## Közlekedés
A megye közutakon a szomszédos helységek felől közelíthető meg. A megye vasúti kapcsolattal rendelkezik, a Kangvon (Kangwŏn) és Kumgangszan cshongnjon (Kŭmgangsan ch'ŏngnyŏn) vonalak része.